# Norrfjärden (sjö i Nykarleby, Österbotten)
Norrfjärden är en sjö i kommunerna Nykarleby och Jakobstad i landskapet Österbotten i Finland. Arean är 33 hektar och strandlinjen är 4,53 kilometer lång. Sjön  ingår i Egentliga Bottenvikens avrinningsområde.   Den ligger omkring 72 kilometer nordöst om Vasa och omkring 400 kilometer norr om Helsingfors. 
Nordväst om Norrfjärden ligger Vedören. 